# Fontanières

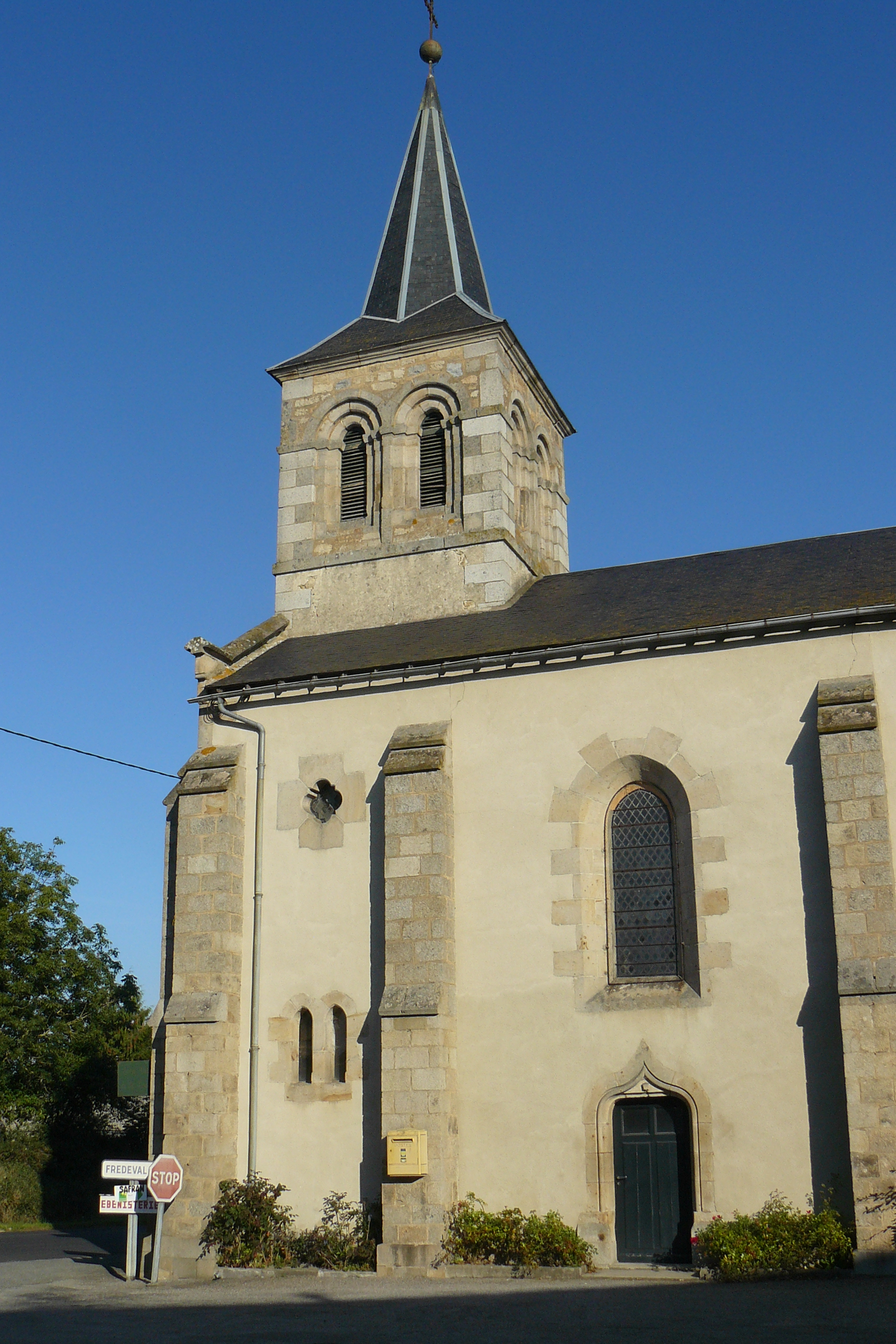
Kościół Notre-Dame-de-la-Route, Fontanières

Fontanières – miejscowość i gmina we Francji, w regionie Nowa Akwitania, w departamencie Creuse.
Według danych na rok 1990 gminę zamieszkiwało 279 osób, a gęstość zaludnienia wynosiła 18 osób/km² (wśród 747 gmin Limousin Fontanières plasuje się na 369. miejscu pod względem liczby ludności, natomiast pod względem powierzchni na miejscu 431.).